# Amaníaco
Amaníaco es el nombre de una revista de historietas, fundamentalmente cómicas, que se edita desde 1991 en Barcelona (España), y origen del sello editorial homónimo. Su director es Jordi Coll.

## Trayectoria

### Primera etapa (1991-95)
Amaníaco fue creada por un grupo de dibujantes aficionados de la Escola de cómic JOSO, como un fanzine hecho a base de fotocopias.

### Segunda etapa (1996-2005)
En 1996 aparece el primer número realizado en imprenta. 
En los años 2000 y 2002 ganó el Premio a Mejor Fanzine del Salón del Cómic de Barcelona. Este último año, Jan empieza a colaborar con la revista, publicando su serie Situaciones Insólitas.

### Tercera etapa (2007-presente)
En 2007 se implanta un nuevo formato de publicación, nueva encuadernación, más páginas e incluyendo historias a color.
En 2008, terminada su serie anterior, Jan comienza a publicar Días Moscosos (2008), con guiones de Raúl Deamo. 
En XXVII Salón del cómic de Barcelona, en 2009, Amaníaco gana el Premio a Mejor revista. 
En junio de 2010, Amaníaco recibe el galardón a la Mejor revista del año en los XXXIII Premios Historieta Diario de Avisos. El 15 de octubre salía a la calle su número 14, el primero dedicado a un tema con carácter monográfico: Especial Zombi.

## Dibujantes/guionistas
- Aguilar Sutil
- Juan Álvarez
- Carlos Azagra
- Kike Benlloch
- Josep Busquet
- Miguel Carmona
- Jordi Canyissà
- Manel Fontdevila
- Roger Ibáñez
- Idígoras y Pachi
- Jali
- Jan
- Jobi
- Kalitos
- Kap
- Kim
- J.A. Lopetegi
- López Rubiño
- Ferran Martín
- Nicolás
- Pere Mejan
- Ricardo Peregrina
- Iosu Mitxelena
- Vicente Montalbá
- Morata
- José Orcajo
- Manolito Rastamán
- Javier Rovella
- Runtime-Error
- Sejo
- Alfonso Tamayo
- Moisés Cano